# Fox on the Box
Fox on the Box es el octavo álbum de estudio de la agrupación estadounidense Village People, publicado en Europa y Japón por RCA Records en 1982 y en los Estados Unidos bajo el nombre In the Street por Casablanca Records un año después.

## Lista de canciones

### Lado A
1. "Fox on the Box" (Belolo, Morali, Blake, Willis) — 3:43
2. "In the Street" (Belolo, Morali, Willis) — 4:47
3. "Lonely Lady" (Schmidt, Belolo, Morali, Willis) — 3:54
4. "Everybody Loves the Funk" (Belolo, Morali, Willis)  — 4:28

### Lado B
1. "Success" (Belolo, Morali, Willis) — 5:58
2. "Spaced Out" (Belolo, Morali, Willis) — 5:32
3. "Play Bach" (Belolo, Morali, Willis) — 4:37
4. "Radio Freak" (Belolo, Morali, Blake, Willis) — 3:09
5. "America" — (Zarr, Belolo, Morali, Hurtt) 3:43 (solo en In The Street)